# Elezioni parlamentari in Senegal del 2024
Le elezioni parlamentari in Senegal del 2024 si sono tenute il 17 novembre per il rinnovo dell'Assemblea nazionale.
Esse sono state indette in anticipo rispetto alla scadenza naturale della legislatura, prevista per la seconda metà del 2027, tramite un decreto dello stesso Presidente, Bassirou Diomaye Faye, al fine di risolvere una paralisi politico-istituzionale derivante dalla mancanza di un sufficiente sostegno parlamentare per le sue riforme.
Le elezioni hanno visto, come confermato inizialmente anche dalle proiezioni, la vittoria schiacciante della fazione presidenziale Patrioti Africani del Senegal per il Lavoro, l’Etica e la Fraternità (PASTEF) che, a discapito di tutte le altre forze politiche (che invece hanno ottenuto risultati molto ridotti o irrisori), avendo ottenuto ben 130 seggi, è così risultata da sola detentrice, per la prima volta nella storia del paese (era già accaduto nel 1988, ma con una coalizione di partiti), di una super-maggioranza di oltre i due terzi dei seggi in assemblea, garantendo così alla Presidenza ed al governo un margine di manovra assoluto per l’attuazione del proprio indirizzo politico.

## Sistema elettorale
Per le elezioni parlamentari, la legge elettorale senegalese prevede l’applicazione di un sistema elettorale misto in 54 circoscrizioni elettorali, corrispondenti ai 46 dipartimenti e ad 8 circoscrizioni per i cittadini all’estero. I 165 rappresentanti, difatti, sono eletti secondo due modi:
- 112 con il sistema maggioritario secco in varie circoscrizioni uninominali e con il “maggioritario a blocco di partito” nelle rimanenti plurinominali (ma senza voto disgiunto o voto di preferenza), in base alle circostanze, con 15 seggi dedicati agli elettori all’estero;
- 53 con il sistema proporzionale in un collegio unico nazionale, con i voti poi ripartiti prima con il sistema del quoziente semplice, poi, specie per i candidati indipendenti, con quello del quoziente e dei più alti resti, senza che questi incidano per compensare il risultato maggioritario.[9][10]

## Risultati
| Patrioti Africani del Senegal per il Lavoro, l’Etica e la Fraternità (PASTEF) | 1 991 770 | 54,97 | 130 |  |  |  |
| Takku Wallu Sénégal (TWS)                                                     | 531 466   | 14,67 | 16  |  |  |  |
| Jàmm ak Njariñ (JaN)                                                          | 330 865   | 9,13  | 7   |  |  |  |
| Sàmm Sa Kàddu (SSK)                                                           | 222 060   | 6,13  | 3   |  |  |  |
| La Marcia dei Territori / Andu Nawle (LMT/AN)                                 | 47 636    | 1,31  | 2   |  |  |  |
| Coalizione Farlu (CF)                                                         | 28 303    | 0,78  | 1   |  |  |  |
| I Nazionalisti / Jël Linu Moom (LS/JLM)                                       | 26 876    | 0,74  | 1   |  |  |  |
| Reincarnazione dei Valori / Naataange (RDV/N)                                 | 26 775    | 0,74  | 1   |  |  |  |
| Sénégaal Kese (SK)                                                            | 25 822    | 0,71  | 1   |  |  |  |
| Sopi Senegal (SS)                                                             | 22 991    | 0,63  | 1   |  |  |  |
| And Ci Koolute Nguir Senegal (ACKNS)                                          | 21 391    | 0,59  | 1   |  |  |  |
| And Beesal Sénégal (ABS)                                                      | 20 765    | 0,57  | 1   |  |  |  |
| Altri (<0,55%)                                                                | 326 913   | 9,02  | —   |  |  |  |
| Totale                                                                        | 3 623 633 | 100   | 165 |  |  |  |
|                                                                               |           |       |     |  |  |  |
| Voti non validi                                                               | 26 326    | 0,72  |     |  |  |  |
| Votanti                                                                       | 3 649 959 | 49,51 |     |  |  |  |
| Elettori                                                                      | 7 371 891 |       |     |  |  |  |